# Víctor Morales Reyes
Víctor Hernán Morales Reyes (Valparaíso, Chile, 5 de junio de 1991) es un futbolista chileno. Juega como defensa.

## Clubes
| Club                     | País  | Año       |
| ------------------------ | ----- | --------- |
| San Luis de Quillota     | Chile | 2011      |
| Trasandino               | Chile | 2012      |
| San Luis de Quillota     | Chile | 2013-2017 |
| Unión La Calera (cedido) | Chile | 2017-2018 |
| San Luis de Quillota     | Chile | 2019      |
| Unión San Felipe         | Chile | 2020-2021 |
| Deportes Limache         | Chile | 2021-2022 |

## Palmarés
| Título           | Club            | País  | Año     |
| ---------------- | --------------- | ----- | ------- |
| Tercera División | Trasandino      | Chile | 2012    |
| Primera B        | San Luis        | Chile | 2014-15 |
| Primera B        | Unión La Calera | Chile | 2017-T  |